# Chriodes minutus
Chriodes minutus är en stekelart som först beskrevs av William Harris Ashmead 1904.  Chriodes minutus ingår i släktet Chriodes och familjen brokparasitsteklar. Inga underarter finns listade i Catalogue of Life.